# Das Implantat
Das Implantat (Originaltitel: The Wire) ist die 22. Folge der zweiten Staffel der US-amerikanischen Science-Fiction-Fernsehserie Star Trek: Deep Space Nine. Sie wurde in den Vereinigten Staaten über Syndication vermarktet und erstmals am 8. Mai 1994 auf verschiedenen Fernsehsendern ausgestrahlt. In Deutschland war sie zum ersten Mal am 27. September 1994 in einer synchronisierten Fassung auf Sat.1 zu sehen.

## Handlung
Im Jahr 2370 wollen auf der Raumstation Deep Space Nine der Stationsarzt Julian Bashir und der cardassianische Schneider Garak ihr allwöchentliches gemeinsames Mittagessen einnehmen, als Garak plötzlich einen heftigen Kopfschmerz verspürt. Er spielt den Vorfall jedoch herunter und verweigert eine Untersuchung durch Bashir. Bashir lässt die Sache keine Ruhe. Am Abend beobachtet er, wie Garak den Barbesitzer Quark wegen eines Geschäfts aufsucht, was er bislang noch nie getan hat. Darauf angesprochen, behauptet Quark, er solle Garak lediglich einen Größenscanner für seine Arbeit besorgen. Bashir möchte sich die früheren medizinischen Unterlagen von Garak ansehen, doch die Cardassianer haben alle Aufzeichnungen gelöscht, als sie die Station Deep Space Nine aufgegeben haben. Chefingenieur Miles O’Brien glaubt, er könne einige Daten wiederherstellen, doch das würde einige Wochen dauern. Plötzlich wird Bashir von Quark gerufen, da sich Garak in dessen Bar hemmungslos betrinkt. Nach einigen sehr erregten Worten bricht Garak zusammen und muss auf die Krankenstation gebracht werden.
Bashir entdeckt ein Implantat, das mit Garaks Gehirn verbunden ist. Er glaubt, dass dieses für seine Schmerzen verantwortlich sein könnte. Er ist aber ratlos, warum die Schmerzen erst jetzt auftreten, denn das Implantat wurde offenbar schon vor Jahren eingesetzt. Auch Sicherheitschef Odo findet den Fall interessant. Als ihm Bashir von dem Treffen zwischen Garak und Quark erzählt, beschließt Odo, Quark zu beschatten. Er bekommt mit, wie Quark einen cardassianischen Offizier namens Boheeka kontaktiert, um Garaks Bestellung weiterzuleiten. Entsetzt stellt Boheeka fest, das die Anfrage streng geheime Biotechnologie betrifft und die bloße Übermittlung des Anfragecodes könnte seine Karriere beenden. Boheeka erwähnt einen gewissen „Obsidianischen Orden“, bevor Quark das Gespräch hastig beendet. Odo erklärt Bashir, dass es sich hierbei um den mächtigen cardassianischen Geheimdienst handelt und Bashir ist sich sicher, dass dieser Garak das Implantat eingepflanzt hat.
Garak hat sich inzwischen zurück in sein Quartier begeben. Als Bashir ihn besucht, stellt er fest, dass er sich selbst völlig überhöhte Mengen an Schmerzmitteln verabreicht hat. Als Bashir ihn darüber informiert, dass sein Geschäft mit Quark geplatzt ist, erklärt Garak nach einigem Zögern, was es mit dem Implantat auf sich hat. Es war nicht als Bestrafung gedacht, sondern wurde eher unabsichtlich dazu. Ursprünglich hatte er es von Enabran Tain, dem Oberhaupt des Obsidianischen Ordens, erhalten. Es sollte ihn immun gegen Folter machen, indem es Endorphine ausschüttet, wenn ihm Schmerzen zugefügt werden. Das Leben im Exil auf Deep Space Nine wurde für Garak zunehmend unangenehm, nachdem die Bajoraner die Station übernommen hatten: Das Licht war ständig zu hell, die Temperatur zu kalt und alle sahen ihn mit Verachtung an. Er benutzte das Implantat deshalb immer häufiger und stellte es irgendwann auf Dauerbetrieb, doch dafür war es nie gedacht und nun geht es kaputt. Dummerweise ist Garak inzwischen vollkommen abhängig von den Endorphinen.
Bashir ist fest entschlossen, eine Lösung zu finden und seinen Freund nicht sterben zu lassen. Garak ist jedoch unsicher, ob er Bashirs Freundschaft verdient und erzählt ihm daher, wie er überhaupt im Exil auf Deep Space Nine gelandet ist: Während der cardassianischen Besatzung von Bajor war er ein Offizier in der Infanterie. Er hatte den Auftrag, eine Gruppe Bajoraner zu verfolgen, die aus der Gefangenschaft entkommen waren. Sein Adjutant Elim hatte sie in einem cardassianischen Shuttle aufgespürt, das nach Deep Space Nine fliegen sollte. Der Pilot verweigerte aber die Durchsuchung, da er den Befehl hatte, sofort zu starten. Garak ließ das Shuttle daher abschießen. Die Bajoraner, Elim und 97 weitere Cardassianer wurden getötet. Unter den Toten war auch die Tochter eines prominenten Offiziers, der dafür sorgte, das Garak aus dem Militär entlassen und ins Exil geschickt wurde. Bashir lässt sich von dieser Geschichte nicht beirren, denn er will Garak nach dem beurteilen, was er in der Gegenwart ist.
Odo möchte Garak einige Fragen stellen, denn da jetzt bekannt ist, dass er Verbindungen zum Obsidianischen Orden hatte, will Odo herausfinden, ob er in einige bislang ungeklärte Mordfälle verwickelt war. Bashir muss ihm die Befragung verweigern, denn Garaks Zustand verschlechtert sich. Nach der Abschaltung des Implantats hat er das Bewusstsein verloren und es ist unklar, ob er wieder erwachen wird. Bashir weicht nicht von seiner Seite und mitten in der Nacht kommt Garak unter starken Schmerzen wieder zu sich. Er wird wütend und verlangt, in Ruhe gelassen zu werden. Er bezeichnet sein Leben auf Deep Space Nine als Vergeudung und erzählt schließlich eine andere Version über die Gründe für sein Exil: Er war einst ein Protégé des mächtigen Enabran Tain. Nur wenige Tage vor dem Rückzug der Cardassianer von Bajor hatten er und Elim den Auftrag, einige Bajoraner zu verhören. Da es kalt war und er Hunger hatte, kam Garak dies alles plötzlich sinnlos vor. Statt das Verhör zu beenden und die Bajoraner anschließend einem Erschießungskommando zu übergeben, ließ er sie laufen. Wegen dieser Pflichtverletzung wurde er ins Exil geschickt. Nach einem weiteren Anfall verliert Garak erneut das Bewusstsein.
Auf der Krankenstation stellt Bashir fest, dass sich die Molekularstruktur von Garaks Leukozyten verändert hat, sodass sich trotz der Abschaltung des Implantats weiter Giftstoffe in seinem Körper ansammeln. Künstliche Leukozyten herzustellen würde Wochen dauern. Das Implantat wieder anzuschalten würde ihm Zeit verschaffen, aber das lehnt Garak ab. Er behauptet, er wolle Bashir nun die Wahrheit sagen und erzählt eine dritte Version seiner Geschichte: Elim war nicht sein Adjutant, sondern sein Freund. Die beiden waren mächtige Mitglieder des Obsidianischen Ordens und als „die Söhne von Tain“ bekannt und gefürchtet. Kurz vor dem Rückzug von Bajor gab es einen Skandal wegen der Freilassung von bajoranischen Gefangenen. Da Tain inzwischen in den Ruhestand gegangen war, konnte er Garak und Elim nicht mehr beschützen. Um einer Anklage zu entgehen, fälschte Garak Aufzeichnungen, damit es so aussah, als hätte Elim die Bajoraner freigelassen. Er musste jedoch feststellen, dass Elim seinerseits den Verdacht auf Garak gelenkt hatte und damit schneller gewesen war. Garak bittet Bashir um Vergebung für seine früheren Taten und der gewährt sie ihm.
Bashir sieht nur noch eine Möglichkeit, um Garak zu retten: Er fliegt mit einem Runabout zur Arawath-Kolonie, wo sich Tains Altersruhesitz befindet. Von ihm erhofft er sich Hilfe. Tain empfängt Bashir freundlich, lässt aber durchblicken, dass er umfassend über seinen Gast informiert ist. Sie führen ein längeres Gespräch, aus dem hervorgeht, dass Tain Garak für seine Fähigkeiten und sein Pflichtbewusstsein bewundert hat. Schließlich überlässt Tain Bashir die nötigen Informationen, um Garaks Leben zu retten, denn er gönnt Garak keinen schnellen Tod, sondern er möchte, dass er ein langes, armseliges Leben fern der Heimat führt. Bevor er aufbricht, erkundigt sich Bashir noch nach Garaks Kollegen Elim. Amüsiert klärt ihn Tain auf: Es gab keinen Elim. Elim ist Garaks Vorname.
Garak erholt sich und setzt sein Leben erstaunlich schnell in gewohnter Weise fort, als wäre nichts gewesen. Bashir hingegen lassen die Ereignisse der vergangenen Tage nicht los. Beim gemeinsamen Essen verlangt er schließlich zu wissen, welche der Geschichten über Garaks Vergangenheit denn nun die Wahrheit ist und welche gelogen seien. Garak entgegnet, sie seien alle wahr – besonders die Lügen.

## Verbindungen zu anderen Star-Trek-Produktionen
- Der cardassianische Geheimdienst Obsidianischer Orden wird in dieser Folge eingeführt.
- Die Heimatwelt der Cardassianer wird hier erstmals namentlich als Cardassia Prime bezeichnet.
- Garaks Vorname Elim wird hier erstmals genannt.
- Bashirs zweiter Vorname Subatoi wird in dieser Folge zum ersten und einzigen Mal in der Serie genannt.
- Enabran Tain und seine Beziehung zu Garak wurde in den Doppelfolgen 3.20/21 (Der geheimnisvolle Garak) und 5.13/14 (Der Schatten der Hölle / Im Lichte des Infernos) wieder aufgegriffen und vertieft.

## Produktion

### Drehbuch
Robert Hewitt Wolfe hatte ursprünglich vor, eine Folge über Kira zu schreiben, die während ihrer Zeit als Widerstandskämpferin eine Sucht nach Aufputschmitteln entwickelt hatte. Die Idee wurde aber fallengelassen, denn es erschien problematisch, diese Sucht nur in einer Folge zu behandeln und danach nie wieder zu thematisieren. Als er sich stattdessen für Garak als Hauptfigur dieser Folge entschieden hatte, ließen sich Wolfe und Ira Steven Behr ursprünglich von Steven Spielbergs Film Schindlers Liste inspirieren und Behr hatte die Idee, dass Garaks Exil auf die Freilassung bajoranischer Gefangener zurückgeht. Wolfe ließ es letztlich aber bewusst offen, welche von Garaks Geschichten wahr ist und ob er wirklich für die Freilassung von Gefangenen oder für den Abschuss eines Shuttles verantwortlich war.

### Regie
Das Implantat ist die erste von zehn Star-Trek-Folgen, die von Kim Friedman inszeniert wurde und die erste Folge der Serie Star Trek: Deep Space Nine, bei der eine Frau Regie führte. Neben Gabrielle Beaumont war Friedman die einzige Frau, die bei Star Trek: Deep Space Nine als Regisseurin tätig war.

### Darsteller
Die Hauptfigur Jake Sisko (Cirroc Lofton) hat in dieser Folge keinen Auftritt. Die Hauptfiguren Benjamin Sisko (Avery Brooks), Jadzia Dax (Terry Farrell), Miles O’Brien (Colm Meaney) und Kira Nerys (Nana Visitor) haben nur kurze Auftritte in jeweils einer Szene.
Paul Dooley hat hier seinen ersten von vier Auftritten als Enabran Tain in der Serie Star Trek: Deep Space Nine.

## Rezeption
Keith DeCandido bewertete Das Implantat 2013 auf tor.com als eine sehr gute Folge von Star Trek: Deep Space Nine, die die Nebenfigur Garak endgültig zu einem integralen Bestandteil der Serie macht. Die Folge führt viele neue Facetten von Garak und der cardassianischen Gesellschaft ein. DeCandido fand, dass Andrew J. Robinson Garak wie gewohnt exzellent spielt und hier auch noch die Möglichkeit hat, verschiedene Variationen von Garaks Charakter darzustellen. DeCandido lobte auch die Darstellung von Julian Bashir, der hier deutlich reifer wirkt als in früheren Folgen.
Charlie Jane Anders führte Das Implantat 2014 auf gizmodo.com in einer Liste der 100 besten bis dahin ausgestrahlten Star-Trek-Folgen auf Platz 49.
Sean Ferrick erstellte 2020 für die Website whatculture.com eine Liste der 25 besten Star-Trek-Folgen. Das Implantat führte er hier auf Platz 25.